# Współczynnik zapadalności
Współczynnik zapadalności – miara prawdopodobieństwa zachorowania osób zdrowych na daną chorobę w określonym przedziale czasowym. Jego licznikiem jest liczba nowych zachorowań na daną chorobę w określonym czasie, a mianownikiem sumaryczny osoboczas narażenia na ryzyko, czyli liczba osób wolnych od choroby, ale narażonych na ryzyko jej wystąpienia w tym samym przedziale czasu. W populacji dynamicznej mianownik określa przeciętną wielkość populacji, często ocenianą pośrodku okresu obserwacji.